# Terza Divisione Calabria 1928-1929
La Terza Divisione 1928-29 è stato il V ed ultimo livello del XXIX campionato italiano di calcio, il secondo a carattere regionale.
La gestione di questo campionato era affidata ai Direttori Regionali, che li organizzavano autonomamente, con la possibilità di ripartire le squadre su più gironi tenendo in alta considerazione le distanze chilometriche, le strade di principale comunicazione e i mezzi di trasporto dell'epoca. Questo è il campionato della regione Calabria

## Calabria
Direttorio Regionale per la Calabria e la Basilicata avente sede a Cosenza.
- Commissariato per la Basilicata e la Calabria, Cosenza.

### Girone cosentino

#### Squadre partecipanti
| Squadra               | Città      |
| --------------------- | ---------- |
| Cosenza Sport Club    | Cosenza    |
| A.S. Fascista Cosenza | Cosenza    |
| U.S. Paolana          | Paola (CS) |

#### Classifica finale
|  | Pos. | Squadra          | Pt | G | V | N | P | GF | GS | DR |
|  | ---- | ---------------- | -- | - | - | - | - | -- | -- | -- |
|  | 1.   | Fascista Cosenza | .  | . | . | . | . | .  | .  | .  |
|  | 2.   | Cosenza S.C.     | .  | . | . | . | . | .  | .  | .  |
|  | 3.   | Paolana          | .  | . | . | . | . | .  | .  | .  |

Legenda:
      Promosso in Seconda Divisione 1929-30.
 Non iscritto la stagione successiva.
Regolamento:
Due punti a vittoria, uno a pareggio, zero a sconfitta.
In caso di pari punti per le squadre fuori dalla zona promozione e retrocessione era in vigore il pari merito.

### Girone catanzarese

#### Squadre partecipanti
| Squadra             | Città         |
| ------------------- | ------------- |
| S.S. Audace         | Catanzaro     |
| U.S.F. Catanzarese  | Catanzaro     |
| U.S. Vigor Nicastro | Nicastro (CZ) |

#### Classifica finale
|  | Pos. | Squadra        | Pt | G | V | N | P | GF | GS | DR |
|  | ---- | -------------- | -- | - | - | - | - | -- | -- | -- |
|  | 1.   | Vigor Nicastro | .  | . | . | . | . | .  | .  | .  |
|  | 2.   | Audace         | .  | . | . | . | . | .  | .  | .  |
|  | 3.   | Catanzarese    | .  | . | . | . | . | .  | .  | .  |

Legenda:
 Non iscritto la stagione successiva.
Regolamento:
Due punti a vittoria, uno a pareggio, zero a sconfitta.
In caso di pari punti per le squadre fuori dalla zona promozione e retrocessione era in vigore il pari merito.

### Girone reggino

#### Squadre partecipanti
| Squadra                | Città            |
| ---------------------- | ---------------- |
| C.S. Fortitudo Locrese | Locri (RC)       |
| U.S. Gioiese           | Gioia Tauro (RC) |

#### Classifica finale
|  | Pos. | Squadra           | Pt | G | V | N | P | GF | GS | DR |
|  | ---- | ----------------- | -- | - | - | - | - | -- | -- | -- |
|  | 1.   | Gioiese           | .  | . | . | . | . | .  | .  | .  |
|  | 2.   | Fortitudo Locrese | .  | . | . | . | . | .  | .  | .  |

Legenda:
 Non iscritto la stagione successiva.
Regolamento:
Due punti a vittoria, uno a pareggio, zero a sconfitta.
In caso di pari punti per le squadre fuori dalla zona promozione e retrocessione era in vigore il pari merito.

### Giornali
- Il Littoriale, quotidiano sportivo consultabile presso l'Emeroteca del CONI e la Biblioteca Nazionale Centrale di Firenze.
- Gazzetta dello Sport, anni 1928 e 1929, consultabile presso le Biblioteche:
  - Biblioteca Civica di Torino;
  - Biblioteca Nazionale Braidense di Milano,
  - Biblioteca Civica Berio di Genova,
  - Biblioteca Nazionale Centrale di Firenze,
  - Biblioteca Nazionale Centrale di Roma.

### Libri
- Luigi Saverio Bertazzoni (a cura di), Annuario italiano del giuoco del calcio, volume II 1928-29 (1929), Modena, F.I.G.C. - Bologna,  p. 272, Il libro è consultabile presso l'Emeroteca del CONI di Roma, la Biblioteca Universitaria Estense di Modena e la Biblioteca Nazionale Centrale di Firenze.